# Élection pontificale de 1261
L'élection pontificale de 1261 conduit à la désignation comme pape de Jacques Pantaléon, qui choisit comme nom Urbain IV, le 29 août 1261. Le conclave s'ouvre après le décès du pape Alexandre IV, le 26 mai 1261, dont le pontificat a duré 7 ans.
Le conclave est marqué par la difficulté des 8 électeurs à se mettre d'accord pendant près de 3 mois de débat. Il est marqué également par l'opposition du collège des cardinaux à Manfred Ier de Sicile, roi de Sicile et fils illégitime de l'Empereur, fils dont l'influence était grandissante sur les États pontificaux.
Jacques Pantaléon n'était pas un cardinal, mais un ancien évêque de Verdun et un patriarche de Jérusalem, il se trouvait à Viterbe durant l'élection, pour appeler de l'aide pour les terres saintes.

## Sources
- (en) Sede Vacante de 1261 - Université de Nothridge - État de Californie - John Paul Adams - 10 décembre 2014